# عبدالرحمان الفیحان
عبدالرحمان الفیحان (انگلیسی: Abdulrahman Al-Faihan؛ زادهٔ ۲۴ ژوئن ۱۹۸۶) تیرانداز تراپ اهل کویت است.
وی در مسابقات کشوری و بین‌المللی در مجموع برندهٔ ۸ مدال طلا، ۳ مدال نقره، ۲ مدال برنز شده‌است.